# The Extended Phenotype

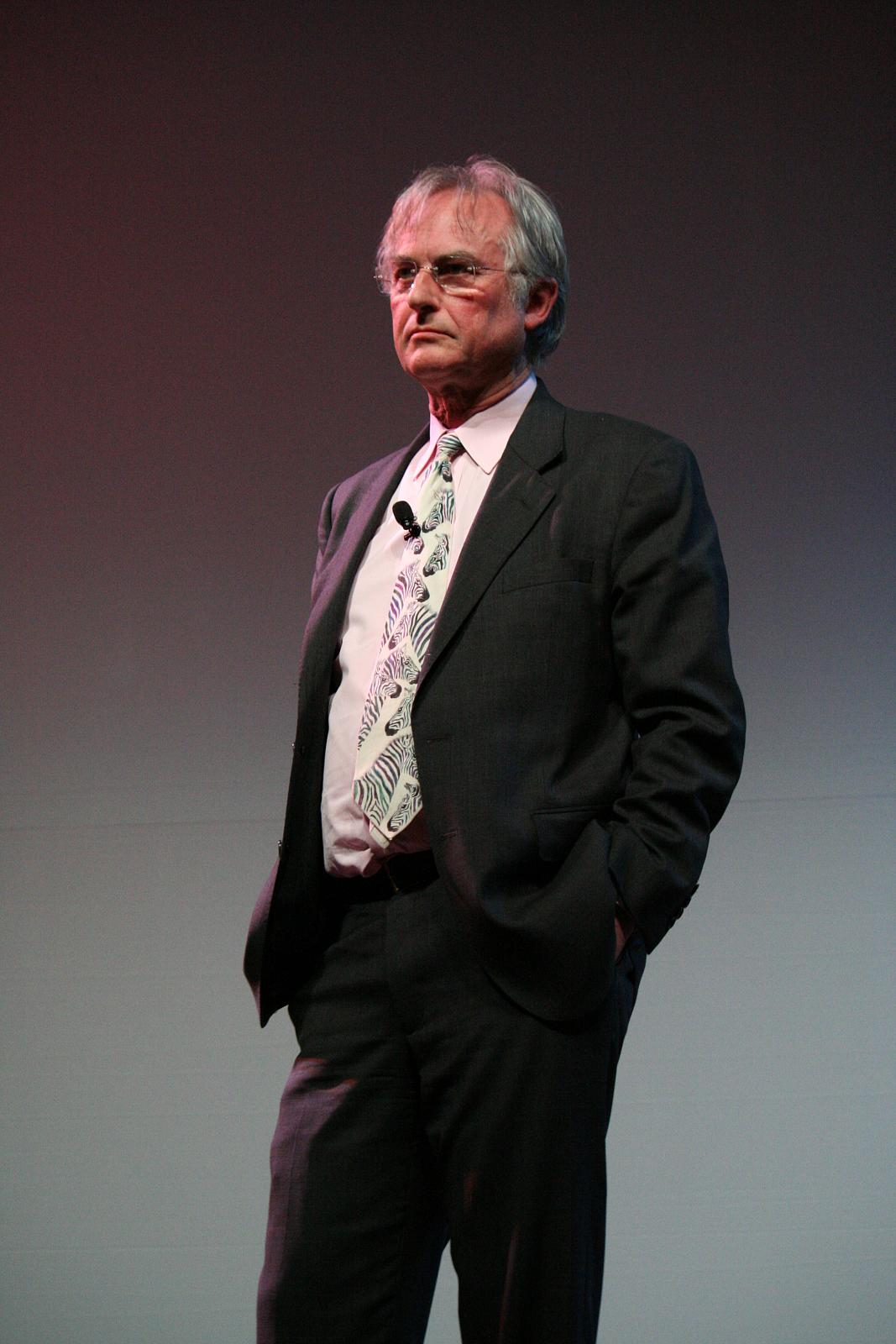
Richard Dawkins

The Extended Phenotype is een boek uit 1982 van de Britse bioloog Richard Dawkins. Het centrale idee is dat het fenotype niet enkel in het kader van biologische processen moet worden gezien, maar ook eender welke invloed van het gen op de omgeving, binnen of buiten het organisme, omvat.
The Extended Phenotype is een puur wetenschappelijk werk en wordt beschouwd als Dawkins' belangrijkste bijdrage tot de evolutietheorie. Het boek is voor de leek dan ook minder toegankelijk dan zijn voorganger The Selfish Gene en is niet vertaald naar het Nederlands.

## Inhoud
Dawkins argumenteert dat het idee om het fenotype te beperken tot de fenotypische expressie van genen in het organisme willekeurig is en er zo voorbij wordt gegaan aan de invloed van het gen op de omgeving via het gedrag van het organisme. Concreet beschrijft hij drie soorten van 'extended phenotype':
1. De modificatie van de omgeving door organismen door middel van architecturale constructies (bv. bevers die een dam bouwen).
2. 'Parasitaire manipulatie', waarbij genen van de parasiet het gedrag van de gastheer wijzigen ten voordele van de parasitaire genen (bv. krekels die zichzelf verdrinken bij besmetting met de paardenhaarworm; dit is essentieel voor de levenscyclus van de parasiet).
3. De invloed van een parasiet op een gastheer op lange afstand (bv. koekoeksjongen die een zeer grote hoeveelheid voedsel ontlokken aan de geparasiteerde moedervogel, ten koste van diens eigen kuikens).

Het centrale theorema van The Extended Phenotype werd door Dawkins geformuleerd als:
'An animal's behaviour tends to maximize the survival of the genes "for" that behaviour, whether or not those genes happen to be in the body of the particular animal performing it.'

## Genetische basis
In 2011 publiceerden Hoover et al. in Science onder de titel 'A Gene for an Extended Phenotype' hun ontdekking van het gen dat bij Baculoviridae verantwoordelijk is voor de geïnduceerde gedragswijzigingen in hun gastheer.